# جیمز ام. مید
جیمز ام. مید (به انگلیسی: James M. Mead) سناتور سابق عضو حزب دموکرات ایالات متحده آمریکا بود. وی در سال ۱۹۳۸ تا ۱۹۴۷ میلادی سناتور ایالت نیویورک در سنای ایالات متحده آمریکا بود.